# Torre dell'Elefante
La torre dell'Elefante (chiamata in lingua sarda nella variante cagliaritana sa Turri 'e su Lifanti o sa Turri 'e Susu) è la seconda torre medievale più alta di Cagliari, dopo la torre di San Pancrazio.
L'edificio, uno dei monumenti più importanti della città, si trova nel quartiere Castello al fianco della chiesa di San Giuseppe Calasanzio ed è raggiungibile dalla via Santa Croce, dalla via Università e dal Cammino Nuovo.
La visita al monumento consente di ammirare vasti panorami della città e del circondario.

## Storia
La torre venne costruita nel 1307, su ordine dei consoli pisani Giovanni De Vecchi e Giovanni Cinquini, dall'architetto sardo Giovanni Capula, che due anni prima aveva edificato la torre gemella di San Pancrazio. Progettò anche una terza torre, la torre del Leone, recentemente rinominata torre dell'Aquila, ed incorporata nel palazzo Boyl poiché venne gravemente danneggiata nel 1708 dai bombardamenti inglesi, nel 1717 dai cannoni spagnoli e infine nel 1793 dall'attacco da parte dei francesi durante il quale perse la sua parte superiore.
Nel 1328 venne chiuso il lato nord della torre per creare abitazioni per funzionari e magazzini. In epoca spagnola l'edificio venne utilizzato anche come carcere e alle sue porte venivano appese le teste mozzate dei prigionieri condannati a morte e decapitati nella vicina plazuela (attuale piazza Carlo Alberto), come monito. A tal proposito si ricorda che, nella seconda metà del XVII secolo, la testa del marchese di Cea, implicato nell'omicidio del viceré Camarassa, vi rimase appesa per diversi anni.
Nel 1906, ad opera dell'ingegnere Dionigi Scano, vi fu un restauro mirato a riportare la torre all'aspetto originario, soprattutto attraverso la liberazione del lato murato nel periodo aragonese.
Oltre a servire come difesa era ed è ancora, insieme alla torre di San Pancrazio, la porta principale per entrare a Castello.

## Descrizione

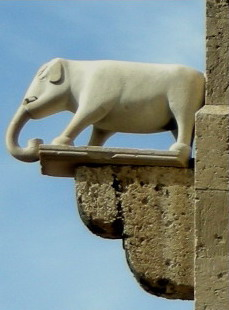
Scultura che dà il nome alla torre

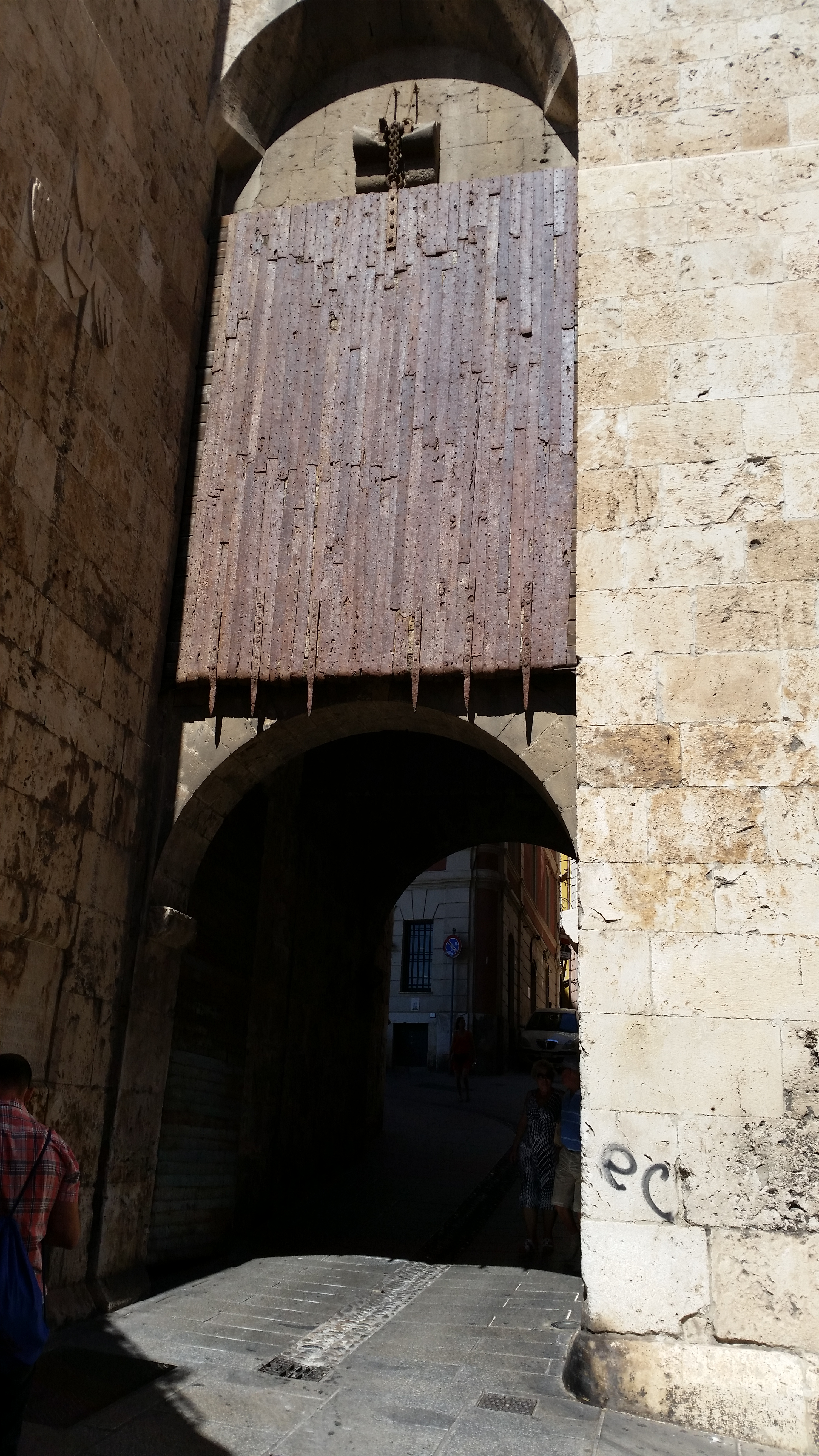
Il portale della torre conserva ancora parte degli antichi sbarramenti

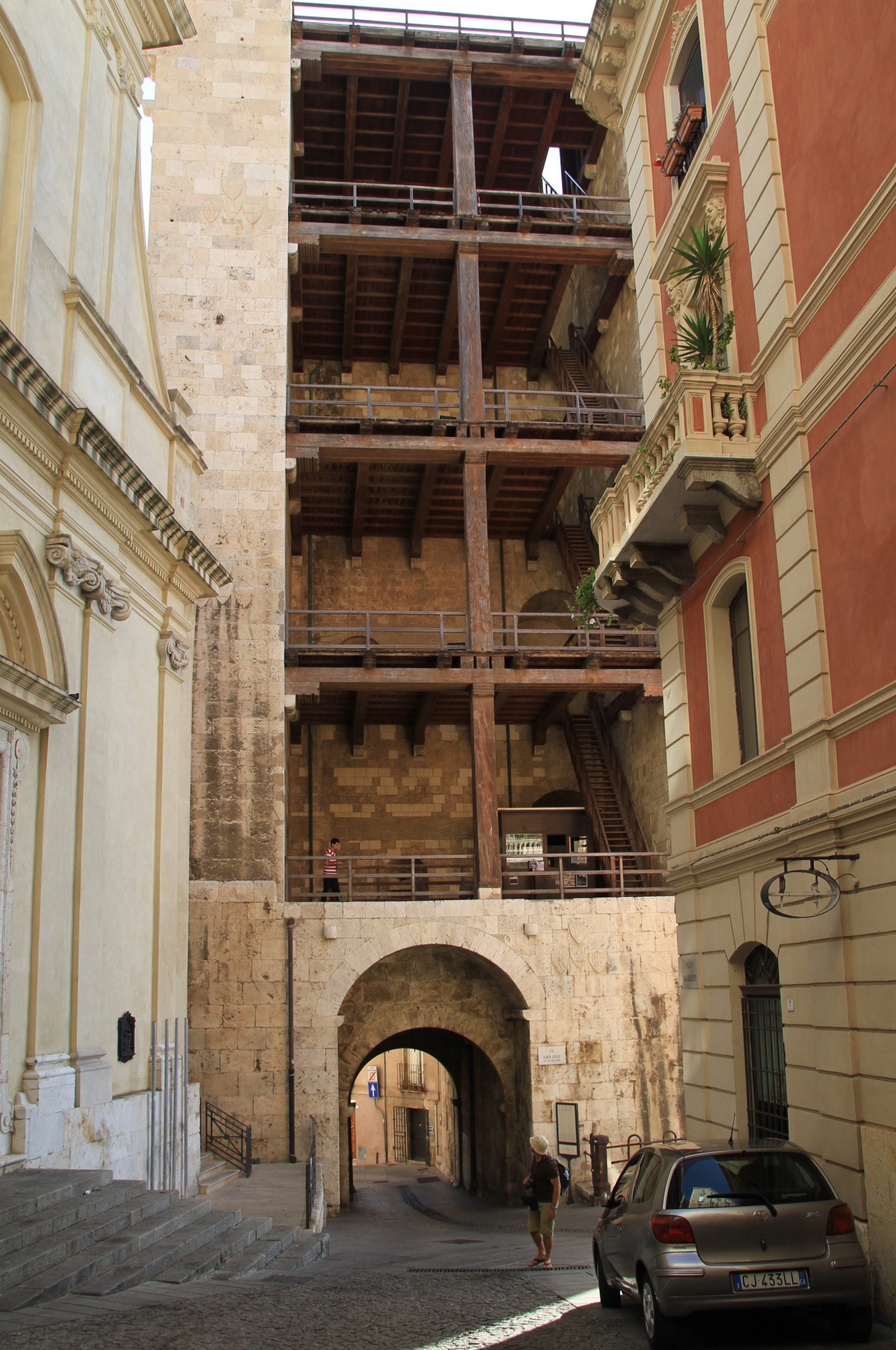
Veduta dalla chiesa di San Giuseppe Calasanzio

I tre lati esterni della torre furono costruiti con la pietra forte di Cagliari, un calcare bianco estratto dalle cave di Bonaria. Il quarto lato, invece, rivolto verso Castello, è aperto alla tipica maniera pisana e mostra i quattro piani costruiti su soppalchi in legno. La porta era ben difesa da numerosi sbarramenti, tre robusti portoni e due saracinesche. Invece per la difesa dall'alto una serie di mensole reggeva un'impalcatura fatta di legno.
In altezza raggiunge i 30 metri circa che, considerando anche il torrino, si elevano a 35. Invece dal lato di via Cammino Nuovo raggiunge fino ai 42 metri di altezza.
Chi arriva dalla via Università o dal Cammino Nuovo può scorgere, (alla base della torre) vicino alla porta, una lapide ormai scarsamente leggibile, posta a fine costruzione, in cui è riportato quando e da chi la torre fu costruita. Su di essa era presente questa iscrizione:
Più in alto si notano diversi stemmi del XIV secolo tra cui quello della città e, su una mensola che sporge dal muro, la piccola scultura raffigurante un elefante (scelto in quanto era uno dei simboli usati da Pisa).